# Elastofibrom

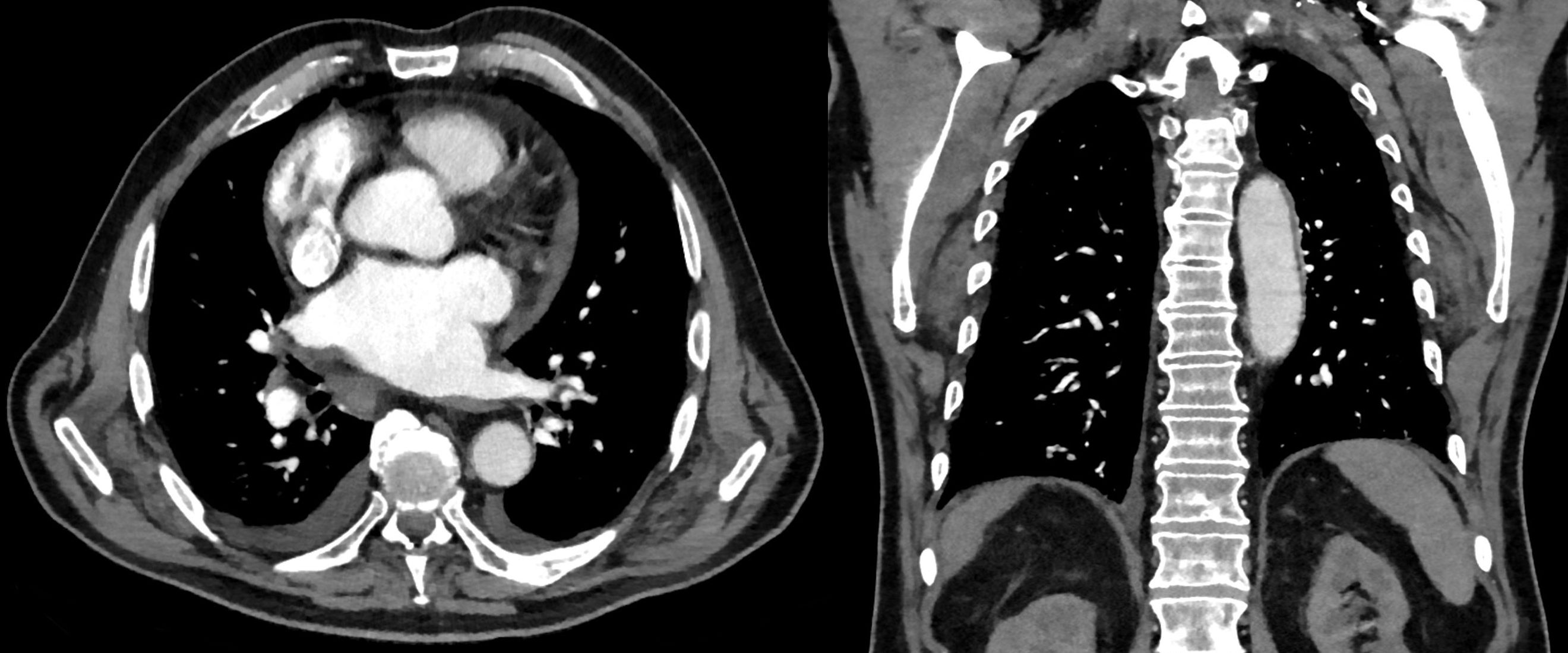
Computertomographie eines Elastofibroma dorsi beidseits weitgehend symmetrisch unter dem M. serratus anterior. Man erkennt neben unscharfen, weichteildichten auch fettige Anteile. Die Lage ist klassisch.

Ein Elastofibrom ist eine tumorartige, schlecht abgegrenzte, aber gutartige Gewebevermehrung bestehend aus vermehrten und unregelmäßigen elastischen Fasern. In der weit überwiegenden Zahl der Fälle findet sich das Elastofibrom unter dem bzw. anatomisch ventral des Schulterblatts meist unter dem Musculus serratus anterior und hier bis an die Rippen heran reichend. Daher ist auch der Begriff Elastofibroma dorsi (von lat. dorsi „des Rückens“) etabliert. Das Auftreten an anderen Stellen des Körpers wie beispielsweise im Nacken oder am Oberschenkel wird als sehr selten angegeben.

## Erstbeschreibung
Die erste Beschreibung und damit auch die Namensgebung erfolgte im Jahr 1961 durch O. Jarvi und E. Saxen.

## Inzidenz und Verteilung
Das Elastofibrom tritt in der Regel bei Menschen ab dem 5. Lebensjahrzehnt auf. Einzelfälle bei Kindern sind beschrieben. Über die Verteilung zwischen den Geschlechtern gibt es unterschiedliche Angaben. Während einige Quellen ein deutlich häufigeres Auftreten bei Frauen angeben, bestätigen andere dieses explizit nicht. Die Gesamthäufigkeit wurde meist und wird bisweilen immer noch als selten oder sehr selten beschrieben. Andererseits geben mehrere Autopsie-Studien deutlich höhere Häufigkeiten bis in den hohen zweistelligen Prozentbereich an. Auch eine Studie von 1998, in der die Häufigkeit mittels  Computertomographie ermittelt wurde, kommt bei älteren Patienten auf immerhin 2 Prozent. Das Elastofibroma dorsi kann einseitig, häufig aber auch beidseitig auftreten. Das Auftreten an drei Stellen ist als Einzelfall beschrieben.

## Entstehung
Bezüglich der Entstehung eines Elastofibroms besteht keine Klarheit. Neben anderen (z. B. auch genetischen) Ursachen werden vor allem wiederholte Mikrotraumata diskutiert.

## Symptomatik
Ein Elastofibroma dorsi wird in vielen Fällen zufällig in der Computertomographie oder Magnetresonanztomographie entdeckt, ohne dass es Beschwerden machte. Wenn Beschwerden auftreten, werden diese unspezifisch beschrieben, manchmal mit einem Schnappen am Schulterblatt oder auch mit Schmerzen.

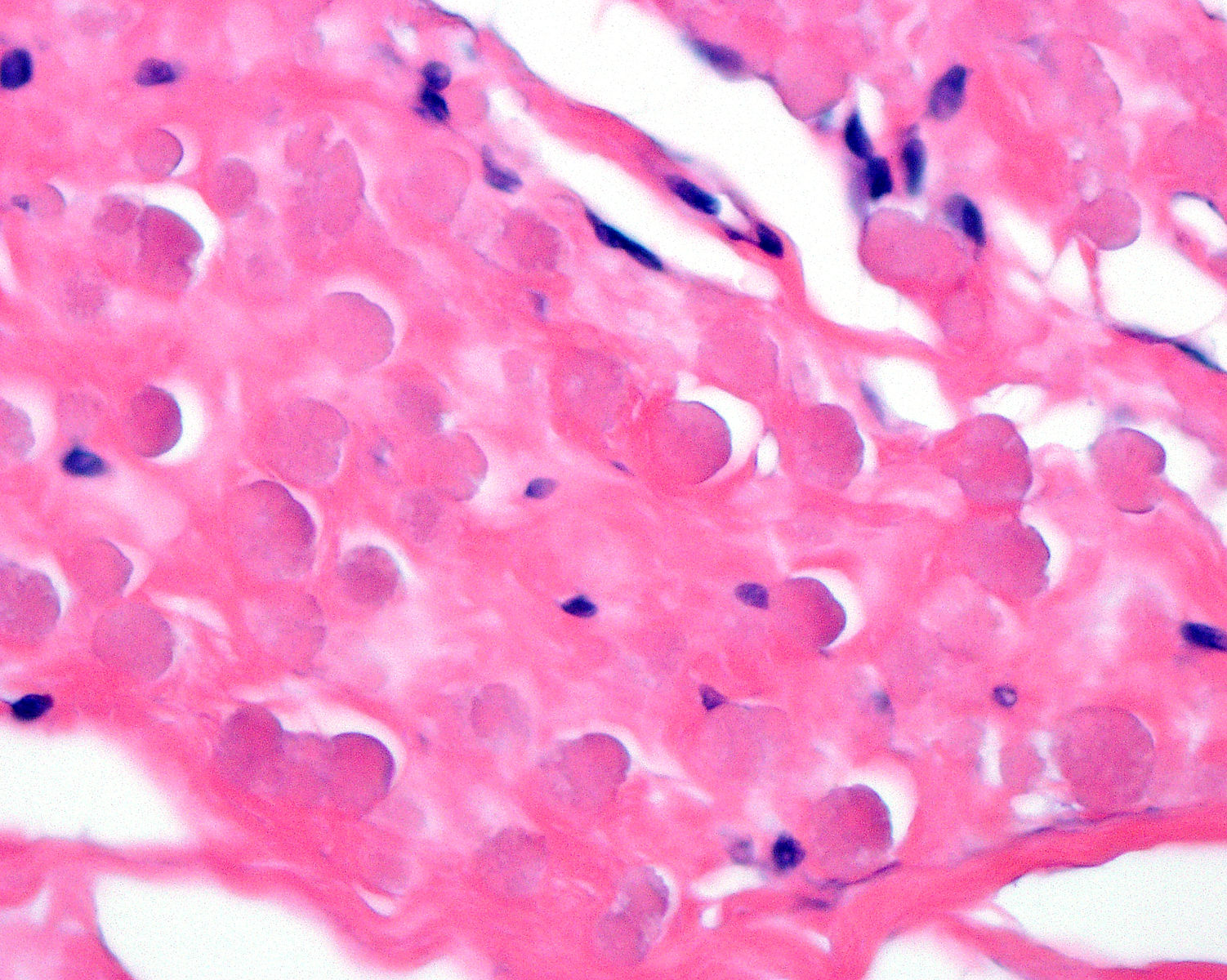
Elastofibrom im histologischen Schnitt: Hämatoxylin-Eosin-Färbung

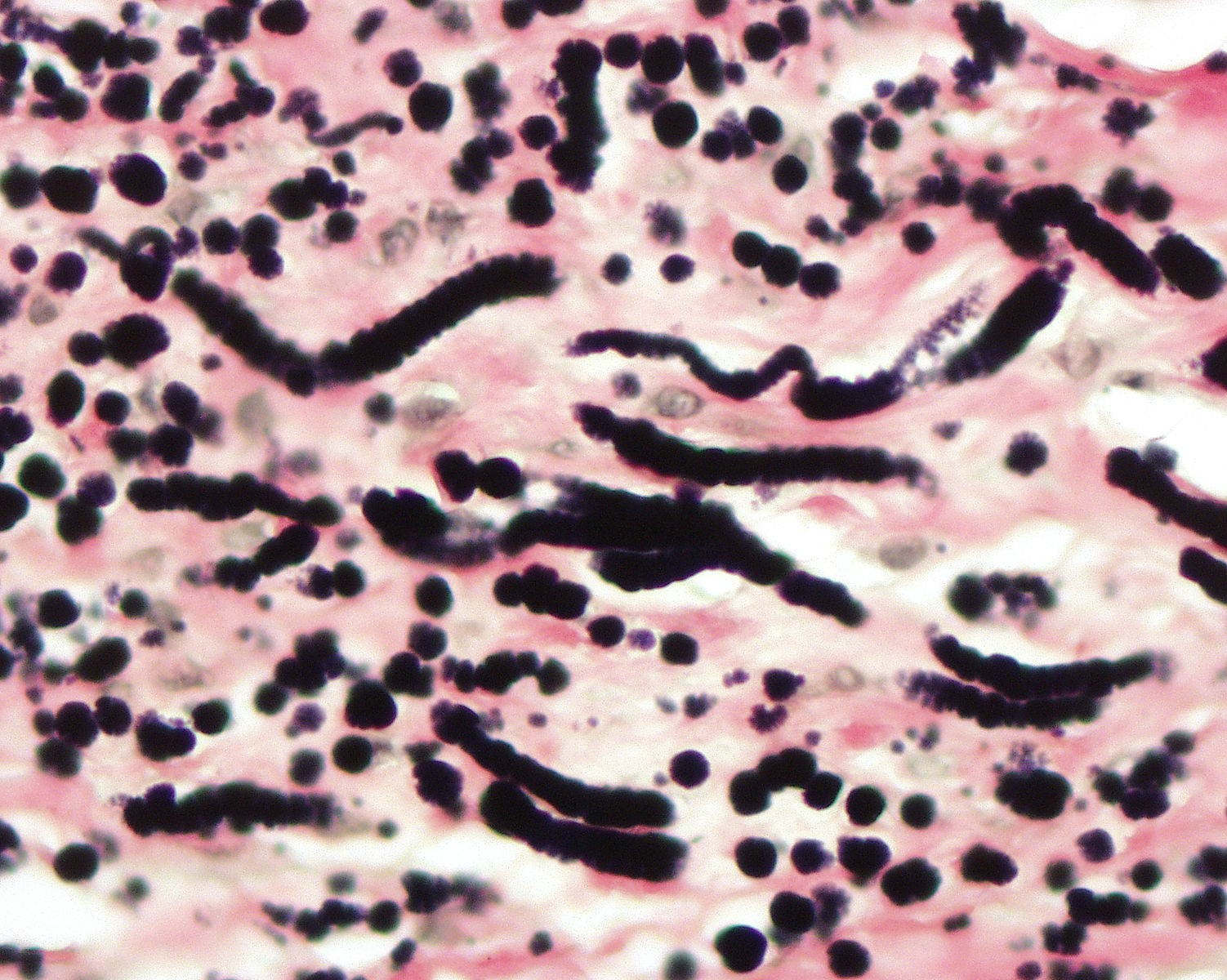
Elastofibrom in Elastika-Färbung

## Diagnose
Die Darstellung der unscharf begrenzten Gewebevermehrung an oben genannter Stelle ist sowohl in der Computertomographie als auch in der Magnetresonanztomographie mit typischen Merkmalen möglich, so dass oft insbesondere bei einem Befund auf beiden Seiten die Diagnose schon mit diesen bildgebenden Verfahren gestellt werden kann. Im Einzelfall kann dann auch auf eine Gewebeprobe zur Sicherung verzichtet werden. Gerade bei beidseitigen symmetrischen Befunden kann das Erscheinungsbild auch als normale, anatomische Struktur fehlgedeutet bzw. übersehen werden.

## Differenzialdiagnose
Andere Weichteiltumoren wie z. B. Lipome, Fibrome oder Sarkome kommen differenzialdiagnostisch insbesondere dann in Betracht, wenn die Lokalisation nicht die oben beschriebene typische am Schulterblatt ist.

## Histologie
In der feingeweblichen Untersuchung findet sich neben elastischen und kollagenen Fasern auch reifes Fettgewebe.

## Therapie
Die operative Entfernung eines Elastofibroms wird wegen seiner Gutartigkeit nur in Fällen mit Beschwerden empfohlen.